# Roger Damory, 1. Baron Damory

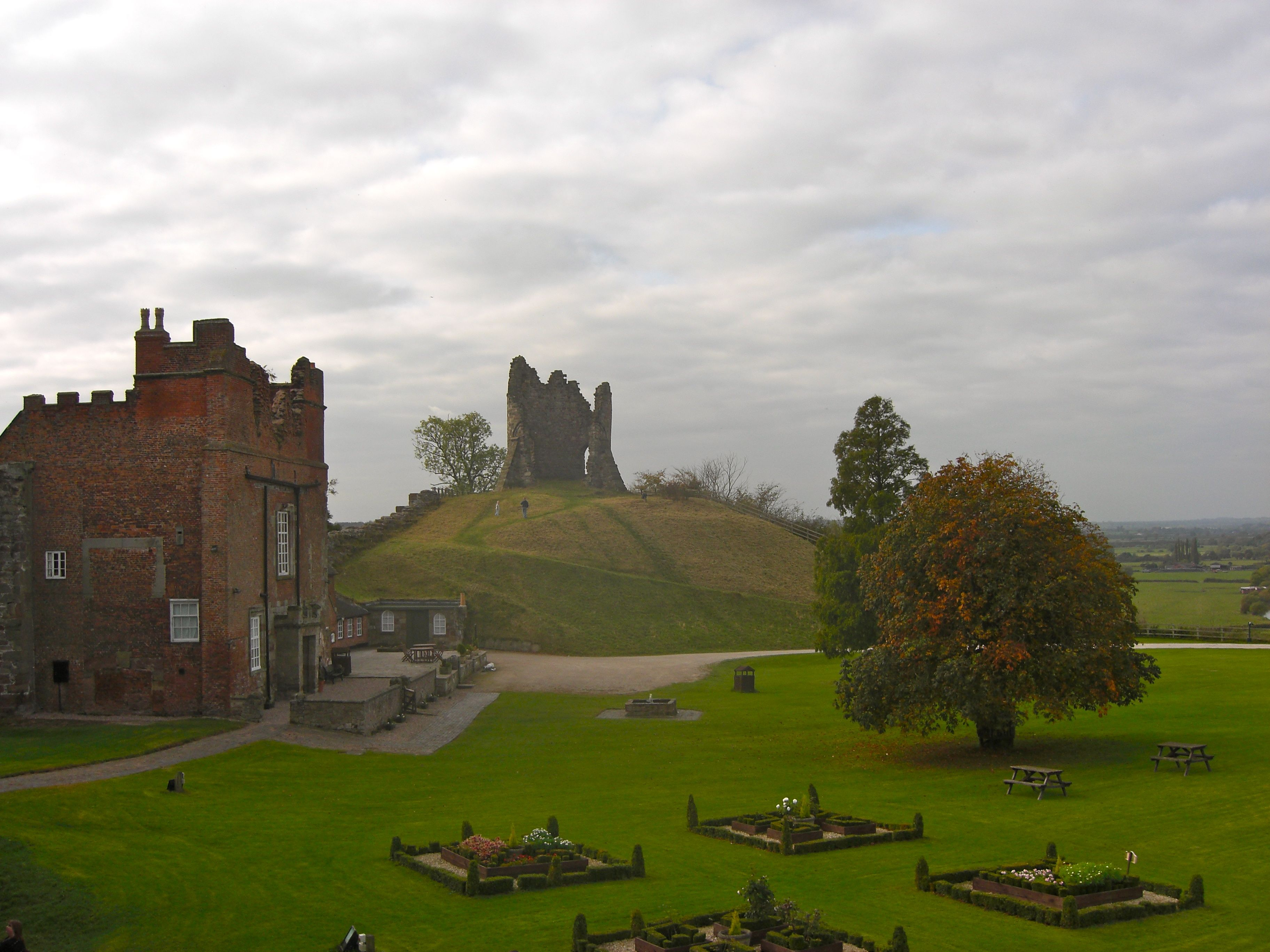
Die Ruine von Tutbury Castle, bei dessen Verteidigung Damory gefangen genommen wurde

Roger Damory, 1. Baron Damory (auch d’Amory; † 13. oder 14. März 1322 in Tutbury Priory) war ein englischer Adliger und Höfling.

## Herkunft
Roger Damory entstammte einer anglonormannischen Familie. Er war ein jüngerer Sohn von Sir Robert Damory, der in Bucknell und Woodperry in Oxfordshire, in Thornborough in Buckinghamshire und in Ubley in Somerset umfangreichen Grundbesitz besaß. Sein Vater starb um 1285, und trotz der relativ umfangreichen Besitzungen der Familie blieb Roger Damory als jüngerer Sohn nur ein armer, landloser Ritter, während sein älterer Bruder Richard Damory die Besitzungen ihres Vaters erbte. 

## Günstling des Königs
1309 diente Roger Damory im Gefolge von Gilbert de Clare, 7. Earl of Gloucester, und vermutlich in dessen Gefolge kämpfte er 1314 in der Schlacht von Bannockburn. Trotz der englischen Niederlage bedachte ihn König Eduard II. später für seine Tapferkeit mit Grundbesitz, durch das er Jahreseinkünfte in Höhe von 100 Mark bezog. Dabei könnte er auch von seinem Bruder Richard, der seit 1311 Steward of the Royal Household war, unterstützt worden sein. Durch die Auszeichnung wurde der König auf ihn aufmerksam, womit seine steile Karriere begann. Im Dezember 1314 wurde er Constable von Knaresborough Castle in Yorkshire. Im Januar 1315 diente er als Ritter im königlichen Haushalt, und in den nächsten beiden Jahren bedachte ihn der König mit zahlreichen Geschenken, Gütern und Geld. Ab Ende 1316 war Damory Führer einer Gruppe von Höflingen, zu denen auch Hugh le Despenser und Hugh de Audley gehörten, die als königliche Günstlinge großen Einfluss auf den König bekamen. Den Höhepunkt seiner Karriere erreichte er im April 1317, als er Elizabeth de Clare, eine verwitwete Nichte des Königs sowie Schwester und Miterbin des bei Bannockburn gefallenen Earl of Gloucester heiraten durfte. Durch das Erbe seiner Frau wurde Damory ein reicher Grundbesitzer und wurde erstmals mit Writ of Summons vom 24. November 1317 als Baron Damory ins englische Parlament berufen. 
Damory galt als habgierigster der Günstlinge am Königshof. England befand sich zu dieser Zeit wegen der Niederlagen in den Kriegen gegen Schottland und der Hungersnot von 1315/17 in einer schweren Krise, weshalb die Günstlingswirtschaft des Königs zur Bildung einer Adelsopposition unter Führung von Thomas of Lancaster, 2. Earl of Lancaster führte. Die Gegnerschaft Lancasters zu den Höflingen prägte bis 1319 die englische Politik. Im Oktober 1317 besetzte Lancaster die königlichen Burgen Knaresborough und Alton in Staffordshire, die beide von Damory verwaltet worden waren. Später beschuldigte er Damory, ihm nach dem Leben zu trachten. Im November 1317 überbrachten Aymer de Valence, 2. Earl of Pembroke, und Bartholomew de Badlesmere, die beide den gemäßigten Baronen angehörten, Damory ein Schreiben, in dem sie ihn zur Mäßigung bei der Annahme von Schenkungen des Königs aufforderten. Im August von 1318 wurde im Vertrag von Leake eine Übereinkunft zwischen Lancaster und den königlichen Günstlingen geschlossen, und Lancaster und Damory söhnten sich zwischenzeitlich aus.

## Wandel vom Günstling zum Rebell
Damorys Stellung bei Hofe wurde jedoch letztlich nicht von Lancaster, sondern von dem jungen Despenser gefährdet, der 1318 königlicher Kämmerer geworden war und rasch entscheidenden Einfluss auf den König bekam. Despenser hatte Eleanor de Clare und damit eine weitere Erbin der Familie Clare geheiratet. Rücksichtslos versuchte er nun, seinen Anteil am Erbe zu vergrößern, wodurch er sich die Feindschaft seiner beiden Schwäger Damory und Hugh de Audley zuzog. Anfang 1321 schlossen sich die beiden deshalb den rebellischen Marcher Lords an, die im sogenannten Despenser War im Mai 1321 Despensers Besitzungen in Südwales besetzten. Damory war im Juni 1321 in Sherburn, wo Lancaster versuchte, eine Koalition der Barone gegen Despenser und den König zu bilden. Als es ab Ende 1321 zu neuen bewaffneten Auseinandersetzungen zwischen dem König und den rebellierenden Baronen kam, besetzte Damory im Januar 1322 Worcester. Zusammen mit Hugh Audley floh er nach der Kapitulation der meisten Marcher Lords zu Lancaster nach Pontefract. Er verteidigte Tutbury Castle gegen die königlichen Truppen. Nach der Schlacht von Burton Bridge eroberten die königlichen Truppen die Burg, dabei wurde der tödlich verwundete Damory gefangen genommen. Der König ließ ihn am 13. März als Verräter zum Tod verurteilen, als Ehemann einer Nichte des Königs wurde das Urteil aber nicht vollstreckt. Damory starb wenig später in der benachbarten Tutbury Priory. Er wurde in Ware in Hertfordshire begraben.

## Nachkommen
Aus seiner Ehe mit Elizabeth hatte er eine Tochter und Erbin: 
- Elizabeth Damory (1318–1360) ⚭ John Bardolf, 3. Baron Bardolf.